# Rejon gagariński (obwód smoleński)
Rejon gagariński (ros. Гагаринский район) – jednostka administracyjna wchodząca w skład obwodu smoleńskiego w Rosji.
Centrum administracyjnym rejonu jest miasto Gagarin. W granicach rejonu usytuowane są miejscowości, centra administracyjne wiejskich osiedli: Kłuszino, Karmanowo, Nikolskoje.